# موگدا گودسه
موگدا گودسه (به انگلیسی: Mugdha Godse) (زاده ۶ ژوئیه ۱۹۸۲) مدل، بازیگر هندی است.
از فیلم‌هایی که وی در آن نقش داشته است می‌توان به مد اشاره کرد.

## فیلم‌شناسی
فهرست برخی از فیلم‌هایی که موگدا گودسه در آنها به ایفای نقش پرداخته است:
- مد
- هروئین
- ساتیاگراها
- همه بهترین‌ها
- کمک
- مرد تنها
- همه‌جا دزد هست
- زندان